# دهه ۱۵۶۰ (میلادی)
دهه ۱۵۶۰ (میلادی) صد و پنجاه و ششمین دهه تقویم میلادی است.

## درگذشتگان
‎